# 末代太后
《末代太后》，2013年冬季开机拍摄的史诗片，是中美合拍片。

## 剧情
《末代太后》是《末代皇帝》的姊妹篇，讲述清朝慈禧太后沉浮跌宕的传奇一生，重点是“百日维新”到“走向共和”。

## 制作团队
该片的主要制作人员都是来自美国奥斯卡金像奖团队。
- 制片人：杰克·伊伯斯[3][2]
- 总顾问：曾庆淮[3][2]
- 制片顾问：杰瑞米·托马斯（英语：Jeremy Thomas）（1987年電影《末代皇帝》制片）[3][2]
- 项目经理：罗格·萨舍兰[3][2]
- 总编剧：盛和煜[3][2]

## 外部連結
- 互联网电影数据库（IMDb）上《末代太后》的资料（英文）